# Plusiodonta suffusa
Plusiodonta suffusa là một loài bướm đêm trong họ Noctuidae.